# Championnats d'Océanie d'athlétisme 1990
Navigation
Édition suivante
Les 1ers championnats d'Océanie d'athlétisme ont eu lieu en 1990 à Suva dans les îles Fidji. Ils ont été organisés par l'Oceania Athletics Association (OAA).

## Table des médailles
| Rang  | Nation                    | Or | Argent | Bronze | Total |
| ----- | ------------------------- | -- | ------ | ------ | ----- |
| 1     | Nouvelle-Zélande          | 24 | 13     | 9      | 46    |
| 2     | Australie                 | 7  | 12     | 10     | 29    |
| 3     | Fidji                     | 5  | 5      | 10     | 20    |
| 4     | Papouasie-Nouvelle-Guinée | 2  | 4      | 3      | 9     |
| 5     | Tonga                     | 1  | 3      | 2      | 6     |
| 6     | Îles Salomon              | 1  | 1      | 0      | 2     |
| 7     | Guam                      | 0  | 1      | 1      | 2     |
| 8     | Îles Cook                 | 0  | 0      | 1      | 1     |
| Total | Total                     | 40 | 39     | 36     | 115   |

## Podiums

### Hommes
| Event                 | Or                               | Argent                                  | Bronze                            |
| --------------------- | -------------------------------- | --------------------------------------- | --------------------------------- |
| 100 mètres            | Joseph Onika 10 s 75             | Subul Babo 10 s 83                      | Jone Delai 10 s 92                |
| 200 mètres            | Subul Babo 21 s 60               | Joseph Onika 21 s 87                    | Peauope Suli 22 s 04              |
| 400 mètres            | Alex Soqosoqo 48 s 31            | Braeman Yee 48 s 45                     | Philip Harrison 49 s 36           |
| 800 mètres            | Derek Renz 1 min 53 s 33         | Lui Muavesi 1 min 54 s 03               | David Savidan 1 min 54 s 21       |
| 1 500 mètres          | Derek Renz 3 min 58 s 58         | Jamie Strudley 3 min 59 s 61            | Wally Plath 4 min 01 s 88         |
| 5 000 mètres          | Duane Humphreys 15 min 09 s 87   | Paul Ashford 15 min 17 s 87             | Davendra Singh 15 min 19 s 53     |
| 10 000 mètres         | Adrian Wellington 32 min 08 s 46 | Paul Ashford 32 min 42 s 16             | Aaron Dupnai 32 min 52 s 62       |
| Marathon              | Grant McEwen 2 h 30 min 31 s     | Adrian Wellington 2 h 31 min 03 s       | Mervyn Shields 2 h 36 min 34 s    |
| 110 mètres haies      | Robert McNeill 15 s 39           | Johnathan Schmidt 15 s 51               | Homelo Vi 15 s 80                 |
| 400 mètres haies      | Johnathan Schmidt 52 s 83        | Paeaki Tukaunove Kokohu 54 s 30         | Joe Rodan 54 s 33                 |
| 3 000 mètres steeple  | Duane Humphreys 9 min 12 s 83    | Davendra Singh 9 min 21 s 80            | Wayne Hellmuth 9 min 29 s 97      |
| Saut en hauteur       | Ray Featherstone 2,06 m          | Joe Ellul 1,94 m                        | Jale Waivure 1,94 m               |
| Saut à la perche      | Marcus Pointon 4,40 m            | Alona Finau 2,70 m                      | Pas attribué                      |
| Saut à la perche      | Marcus Pointon 4,40 m            | Homelo Vi 2,70 m                        | Pas attribué                      |
| Saut en longueur      | Simon Raynes 7,21 m              | Gabriele Qoro 7,13 m                    | Aaron Langdon 7,02 m              |
| Triple saut           | Simon Raynes 14,66 m             | Scott Newman 14,44 m                    | Shane Stuart 14,21 m              |
| Lancer du poids       | Douglas Mace 15,60 m             | Cameron McLaughlan 14,89 m              | Kevin Galea 14,86 m               |
| Lancer du disque      | Ian Boller 17,80 m               | Chris Mene 46,96 m                      | Nathan Tait 44,04 m               |
| Lancer du marteau     | Douglas Mace 57,50 m             | Patrick Hellier 50,04 m                 | Vainga Tonga 28,74 m              |
| Lancer du javelot     | James Goulding 71,54 m           | Jioji Nadavo 63,14 m                    | Ian Swarbrick 62,12 m             |
| 20 kilomètres marche  | Paul McElwee 1 h 39 min 56 s     | Dean Nipperess 1 h 54 min 15 s          | Caleb Maybir 1 h 54 min 34 s      |
| Relais 4 × 100 mètres | Fidji 41 s 97                    | Pas attribué                            | Papouasie-Nouvelle-Guinée 42 s 40 |
| Relais 4 × 100 mètres | Tonga 41 s 97                    | Pas attribué                            | Papouasie-Nouvelle-Guinée 42 s 40 |
| Relais 4 × 400 mètres | Fidji 3 min 15 s 29              | Papouasie-Nouvelle-Guinée 3 min 17 s 80 | Tonga 3 min 20 s 05               |

### Femmes
| Event                 | Or                            | Argent                           | Bronze                          |
| --------------------- | ----------------------------- | -------------------------------- | ------------------------------- |
| 100 mètres            | Bindee Goonchew 12 s 17       | Heather Shanks 12 s 27           | Vaciseva Tavaga 12 s 37         |
| 200 mètres            | Bindee Goonchew 25 s 30       | Chantal Brunner 25 s 37          | Heather Shanks 25 s 40          |
| 400 mètres            | Kirsten Downie 56 s 11        | Melindy Smith 56 s 35            | Joanne Todd 57 s 83             |
| 800 mètres            | Helen Hawley 2 min 09 s 35    | Sally Lee 2 min 12 s 31          | Manuela Primavera 2 min 16 s 59 |
| 1 500 mètres          | Helen Hawley 4 min 33 s       | Wendy Cottrell 4 min 37 s        | Manuela Primavera 4 min 38 s    |
| 3 000 mètres          | Wendy Cottrell 10 min 01 s 72 | Manuela Primavera 10 min 18 s 74 | Jen Allred 10 min 20 s 88       |
| 20 kilomètres         | Lee-Ann McPhillips 1 h 22 min | Jen Allred 1 h 27 min            | Carol Porter 1 h 31 min 12 s    |
| 110 mètres haies      | Katie Ackerman 14 s 67        | Sarah Lynn 15 s 26               | Lillyanne Beining 15 s 49       |
| 400 mètres haies      | Lily Tua 1 min 04 s 31        | Megan Minehane 1 min 04 s 87     | Janiene Ashbridge 1 min 07 s 45 |
| Saut en hauteur       | Carmel Corbett 1,77 m         | Shelley Stoddart 1,77 m          | Katie Ackerman 1,68 m           |
| Saut en longueur      | Katie Ackerman 6,01 m         | Chantal Brunner 5,85 m           | Shelley Stoddart 5,46 m         |
| Triple saut           | Shelley Stoddart 12,50 m      | Megan Minehane 11,71 m           | Salanieta Tamani 11,70 m        |
| Lancer du poids       | Tania Lutton 13,52 m          | Iammo Launa 12,87 m              | Elizabeth Binns 12,33 m         |
| Lancer du disque      | Jeanette Park 47,02 m         | Tania Lutton 38,20 m             | Mereoni Vibose 38,08 m          |
| Lancer du javelot     | Mereoni Vibose 48,70 m        | Iammo Launa 48,02 m              | Shane Edgerton 44,28 m          |
| Relais 4 × 100 mètres | Nouvelle-Zélande 47 s 92      | Australie 48 s 56                | Fidji 48 s 59                   |
| Relais 4 × 400 mètres | Australie 3 min 55 s 73       | Nouvelle-Zélande 3 min 57 s 83   | Fidji 4 min 03 s 73             |